# زلزال الشلف 1980
وقع زلزال الشلف في 10 أكتوبر عام 1980 الساعة 13:25:23 بالتوقيت المحلي بقوة 7.1 درجة وصنف على مقياس شدة ميركالي بأنه شديد X. كان مركز الزلزال في مدينة الأصنام الجزائرية (المعروفة اليوم بالشلف). شعر الأفراد بالزلزال على بعد أكثر من 550 كيلومترًا (340 ميلًا)، واستمر الزلزال الأولي لمدة 35 ثانية. كان هذا الزلزال هو أكبر زلزال يضرب الجزائر، وأعقبه بعد ثلاث ساعات هزة ارتدادية بقوة 6.2 درجة. أحدث الزلزال حوالي 42 كيلومترًا (26 ميلًا) من التمزق السطحي وأظهر انزلاقًا رأسيًا وصل إلى 4.2 متر (14 قدمًا). ومن خلال التقنيات المشتركة لتحديد مركز الزلزال تم الكشف أن الزلزال قد وقع قريبًا جدًا من مركز زلزال الشلف الذي ضرب المنطقة عام 1954، وحدث على طول صدع عكسي غير معروف من قبل.
كان زلزال الشلف عنيفًا جدًا لدرجة أنه تسبب بتدمير 80 بالمئة من المدينة وخلّف وراءه خسائر بشرية بلغت 10000 ضحية من بينهم 2633 قتيلا. استمرت الهزات الارتدادية لهذا الزلزال عدة أشهر بعد الهزة الأولى. كما خلف صدعا طوله 36 كيلومترا مع ارتفاع الطبقات الصخرية بـ 6 أمتار بالقرب من منطقة بني راشد.